# Pandanus brosimos
Pandanus brosimos Merr. & L.M.Perry – gatunek rośliny z rodzaju pandan z rodziny pandanowatych. Występuje naturalnie w górskich lasach na Nowej Gwinei, na wysokości 2500–3100 m n.p.m. Jej owoce, zwane „dzikimi orzechami karuka”, stanowią tradycyjne pożywienie lokalnej ludności obszarów górskich wyspy. Niekiedy półuprawiana w warunkach naturalnych. Obszary występowania rośliny dzielone są między lokalne klany. Członkowie klanu opiekują się przydzielonymi im drzewami, usuwając roślinność i budując pułapki chroniące je przed drzewiakami. W czasie zbiorów owoców ludzie posługują się specyficznym językiem pandanowym.

## Morfologia
Wiecznie zielone drzewo o wysokości do 25 metrów. Pień prosty, o średnicy do 35 cm, nierozgałęziony lub z kilkoma rozgałęzieniami, u nasady z korzeniami powietrznymi o długości do 1 metra. Pień i korzenie powietrzne kolczaste. Liście skupione w rozetach na szczytach pędów, mieczowate, kolczaste, wzniesione, długości ok. 3,5 metra, odosiowo woskowate, pośrodku blaszki nabiegłe czerwono, bielejące w czasie owocowania. Owocostany pestkowcowe wyrastające wierzchołkowo i zwisające, o wymiarach 28×21 cm, zawierające około 1000 owoców.
Różni się od Pandanus julianettii liśćmi wzniesionymi na całej długości (u P. julianettii liście wierzchołkowo odginają się), dłuższymi owocami i twardszym endokarpem. 

## Systematyka
Gatunek z rodzaju pandan z rodziny pandanowatych. 

## Znaczenie użytkowe
Rośliny spożywczeOwoce tego drzewa, zwane „dzikimi orzechami karuka”, są jadalne na surowo lub po ugotowaniu. Są bogate w tłuszcze. Jadalny jest również mięsisty mezokarp owocu.